# Ріверв'ю (Флорида)
Ріверв'ю (англ. Riverview) — переписна місцевість (CDP) в США, в окрузі Гіллсборо штату Флорида. Населення — 107 396 осіб (2020).

## Географія
Ріверв'ю розташований за координатами 27°49′31″ пн. ш. 82°18′17″ зх. д. / 27.82528° пн. ш. 82.30472° зх. д. (27.825161, -82.304591).  За даними Бюро перепису населення США в 2010 році переписна місцевість мала площу 124,26 км², з яких 119,64 км² — суходіл та 4,62 км² — водойми.

## Демографія
Згідно з переписом 2010 року, у переписній місцевості мешкало 71 050 осіб у 24 488 домогосподарствах у складі 18 745 родин. Густота населення становила 572 особи/км².  Було 27513 помешкання (221/км²).
Расовий склад населення:
| - 70,2 % — білих - 17,0 % — чорних або афроамериканців - 3,1 % — азіатів - 0,4 % — корінних американців - 0,1 % — вихідців з тихоокеанських островів - 5,1 % — осіб інших рас |

До двох чи більше рас належало 4,0 %. Частка іспаномовних становила 21,0 % від усіх жителів.
За віковим діапазоном населення розподілялося таким чином: 29,1 % — особи молодші 18 років, 63,2 % — особи у віці 18—64 років, 7,7 % — особи у віці 65 років та старші. Медіана віку мешканця становила 34,1 року. На 100 осіб жіночої статі у переписній місцевості припадало 92,6 чоловіків;  на 100 жінок у віці від 18 років та старших — 88,7 чоловіків також старших 18 років.
Середній дохід на одне домашнє господарство  становив 75 822 долари США (медіана — 66 497), а середній дохід на одну сім'ю — 81 138 доларів (медіана — 71 517). Медіана доходів становила 47 554 долари для чоловіків та 38 000 доларів для жінок. За межею бідності перебувало 9,5 % осіб, у тому числі 11,7 % дітей у віці до 18 років та 7,9 % осіб у віці 65 років та старших.
Цивільне працевлаштоване населення становило 37 900 осіб. Основні галузі зайнятості: освіта, охорона здоров'я та соціальна допомога — 21,2 %, науковці, спеціалісти, менеджери — 12,8 %, роздрібна торгівля — 12,7 %.